# رولاند دبليو
رولاند دبليو (بالألمانية: Roland W.)‏ (و. 1941 – 2009 م) هو مغني ألماني، ولد في شتوتغارت، توفي عن عمر يناهز 68 عاماً.

## روابط خارجية
- رولاند دبليو على موقع ميوزك برينز (الإنجليزية)
- رولاند دبليو على موقع ديسكوغز (الإنجليزية)